# Chionaema bipunctigera
Chionaema bipunctigera är en fjärilsart som beskrevs av George Francis Hampson 1914. Chionaema bipunctigera ingår i släktet Chionaema och familjen björnspinnare. Inga underarter finns listade i Catalogue of Life.